# Friedrich von Hausegger
Friedrich von Hausegger (Viena, 1837 - Graz, 1899) fou un crític musical i musicòleg austríac. Fou el pare del compositor Siegmund von Hausegger.
Estudià Lleis a Viena, i ensems la música. Era advocat a advocat a Graz quan el 1872 s'habilità en aquella Universitat per a professor d'història i teoria musicals. Va escriure un gran nombre d'obres en aquest terreny, mereixent citar-se les següents, en la que es mostrà especialment estètic musical de gran talent:
- Die Musik als Ausdruck (2.ª ed. Viena 1887);
- Richard Wagner und Schopenhauer (2.ª ed., Leipzig, 1892);
- Das Jenseits des Künstlers (Viena, 1893);
- Die künstlerische Persónlischkeit (Viena, 1897);
- Unsere deutschen Meister, Bach, Beethoven, Wagner (Múnic, 1901).

Els articles que havia publicat en diverses revistes foren col·leccionats el 1903 amb el títol de Gedanken eines Schauenden (Múnic, 1903).